# Larix hians
Larix hians là một loài thực vật hạt trần trong họ Pinaceae. Loài này được E.L.Wolf mô tả khoa học đầu tiên năm 1929.